# Mimipochira
Mimipochira är ett släkte av skalbaggar. Mimipochira ingår i familjen långhorningar.
Kladogram enligt Catalogue of Life:
| Mimipochira | \| \| Mimipochira fruhstorferi \| \| \| \| \| \| Mimipochira sikkimensis \| \| \| \| |
|             | \| \| Mimipochira fruhstorferi \| \| \| \| \| \| Mimipochira sikkimensis \| \| \| \| |
|             | Mimipochira fruhstorferi                                                             |
|             |                                                                                      |
|             | Mimipochira sikkimensis                                                              |
|             |                                                                                      |